# Endomikorrhiza-gombák
Az endomikorrhiza-gombák (Glomeromycota) a gombák országának egy törzse.
Azok a fajok tartoznak ide, amik arbuszkuláris mikorrhizát képeznek növényekkel. Eredetileg a járomspórás gombák (Zygomycota) törzsének Glomales rendjébe sorolták őket, de 2001-ben Walker and Schüßler törzsi szintre sorolta őket.
Karakterisztikus tulajdonságuk, hogy zárvatermők gyökerében binárisan elágazódó arbuszkulumokat képeznek, egy kizárólagos szimbiózis keretében, amit mikorrhizának hívnak. Az arbuszkulumok a gomba és a gazdanövény közötti tápanyagcsere fő színhelyei. A legtöbb endomikorrhiza-faj hólyag alakú, megduzzadt struktúrákat is alkot a gyökerekben, melyek valószínűleg a gomba anyagcseretermékeinek a tárolására szolgálnak, ezeket vezikulumoknak hívják.
Valamennyi Glomeromycota-faj ivartalanul szaporodik, sarjsejtek (blasztospórák) növesztésével. A blasztospórák fejlődéstani és morfológiai vizsgálata, valamint DNS-szekvenálási adatok segítségével osztják rendszertani csoportokra a törzset.

### Angol nyelven
- Glomeromycota at the Tree of Life Web Project
- Glomeromycota at the International Culture Collection of VA Mycorrhizal Fungi (INVAM)
- Glomeromycota at the University of Sydney Fungal Biology site
- 'AMF-phylogeny' web-site at the University of Darmstadt
- Schüßler, A., Schwarzott, D., and Walker, C. 2001. A new fungal phylum, the Glomeromycota: phylogeny and evolution. Mycol. Res. 105:1413-1421.